# Хрельо
Хрельо войвода, Стефан Хрельо, Хрельо Драговола, Стефан Драговол е средновековен властел на служба при сръбските крале Стефан Милутин, Стефан Дечански и крал, впоследствие цар Стефан Душан. Благодарение на него Рилската обител е съградена на днешното ѝ място, където тя става символ и хранител на българщината през вековете на османското владичество. Хрельо е прототип на Рельо Шестокрили в българския юнашки епос. 

## Биография
Стефан Драговол получава титлата протосеваст от Андроник II, заради оказаната му помощ в конфликта с неговия внук. За пръв път се споменава в изворите за събития през 20-те години на XIV век, когато командва кралски военен отряд, изпратен във Византия. Средище на феодалните му владения първоначално е Щип. Около 1325 г. Стефан Драговол-Хреля, довел свои хора да плават (премиват) желязна руда около днешното село Рельово по поречието на река Палакария. Те се настанили в местността между доловете „Маклища“ и „Стакев дол“. Хрельовите хора образували малко селище, което нарекли на името на своя господар – „Хрельово“.
Хрельо се отличава в борбата срещу византийците още от времето на кралица Анна Тертер. Сръбските крале Стефан Урош Милутин и Стефан Дечански разчитат на властела си и ценят неговата военна помощ, която Дечански предоставя на император Андроник II в борбата му срещу неговия внук Андроник III. Търновският цар Михаил Шишман от своя страна подкрепя младия Андроник в гражданската война във Византия. Хрельо взема участие във Велбъждската битка като верен властел на Стефан Дечански. През 1334 година обновява Рилския манастир, премествайки го от старото му място на сегашното, а през 1335 построява Хрельовата кула. На нейната южна стена е изписано с вградени тухли:
| „ | При владичеството на превисокия господин крал Стефан Душан, господин протосеваст Хрельо с голям труд и разход изгради тази кула на светия отец Иван Рилски и на Божията майка, наречена Осеновица, в годината 6843 индикт пети (1334 – 35). | “ |

Около 1336 – 1340 г., по време на военните успехи на византийците и заболяване на Душан, Хрельо за известно време признава върховната власт на византийците, за което получава титлата кесар и апанаж с център крепостта Струмица, заедно с обширни владения между Щип и Мелник и по левия бряг на Струма. В началото на 40-те години на XIV век се включва в поредната гражданска война във Византия (1341 – 1347) на страната на Йоан Кантакузин, който за награда му отстъпва Мелник.
След оздравяването си Душан сключва с Кантакузин споразумение, по силата на което Хрельовите земи се връщат под властта на царя. В Душановото царство Хрельо е един от тримата велможи (заедно с Прелюб и Войхна), които носят титлата „кесар“. Впоследствие Хрельо е принуден да се замонаши в Рилския манастир и приема името Харитон. В края на 1342 година, на 27 декември, той е убит от наемни убийци, пратени от Стефан Душан. Погребан е в изградената от него църква на Рилския манастир. Запазени са късове от надгробната му плоча с възпоменателен надпис.
Хрельо е ктитор-градител и на църквата „Свети Архангел Михаил“ в Щип и на странноприемницата в метоха Орлица. Той и съпругата му кесарица Анна са поръчали на дяк Драгия да препише един богослужебен свитък, пазен сега в Синайския манастир „Св. Екатерина“.

## Изследвания
- Костова, Е. Хрельо Охмучевич – между Византия и Сърбия. – Исторически преглед, 66, 2010, кн. 1 – 2, 23 – 32.